# 정쾅위
정쾅위(중국어 정체자: 鄭匡宇, 병음: Zhèng Kuāngyû, 1976년 5월 15일 ~ )는 대만의 작가, 연설가, 진행자, 영화 및 TV 프로듀서, 배우 및 기업인이다.